# Římskokatolická farnost Budislavice
Římskokatolická farnost Budislavice je zaniklým územním společenstvím římských katolíků v rámci sušicko-nepomuckého vikariátu českobudějovické diecéze.

## O farnosti

### Historie
Plebánie je v Budislavicích připomínána v roce 1370. Původně gotický farní kostel byl později barokizován a dále zásadně opraven v letech 1913–1914. Dne 21. května 1921 byl pak znovu vysvěcen.

### Současnost
Farnost ke dni 31.12.2019 zanikla. Jejím právním nástupcem je Římskokatolická farnost Kasejovice.
| Kostel             | Místo          | Bohoslužba              | Bohoslužba              | Poznámka            |
| ------------------ | -------------- | ----------------------- | ----------------------- | ------------------- |
| Kostel sv. Jiljí   | Budislavice    | 1x měsíčně dle ohlášení | 1x měsíčně dle ohlášení | bývalý farní kostel |
| Kaple sv. Anny     | Kladrubce      | neslouží se pravidelně  | neslouží se pravidelně  | obecní kaple        |
| Kaple sv. Vavřince | Mladý Smolivec | neslouží se pravidelně  | neslouží se pravidelně  | obecní kaple        |
| Kaple              | Přebudov       | neslouží se pravidelně  | neslouží se pravidelně  | obecní kaple        |